# شق جلدي

مخطط يوضح الشق الجلدي والتآكل والقرحة.

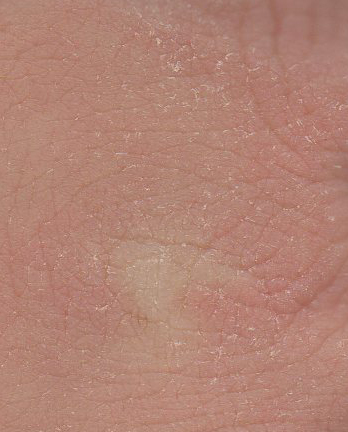
سطح براجم اليد، يظهر عليها تشقق الجلد.

الشق الجلدي (بالإنجليزية: Skin fissure)‏ هي حالة جلدية على شكل انشقاق طولي، يمتد أحيانا حتى الأدمة.
الشق الجلدي أصغر من الانهتاك.
في حالة وجود منطقة تظهر فيها شقوق كثيرة يطلق عليها تشقق الجلد (بالإنجليزية: cracked skin)‏ وهي عادة نتيجة لجفاف الجلد.
السماك مرض وراثي يحدث فيه تشقق شديد للجلد.